# Robyn Carr
Robyn Carr är en författare inom romantik och flera av hennes böcker har hamnat etta på New York Times best selling book list. Carr har bland annat skrivit serien Virgin River, som även har gjorts till tv-serie på Netflix 2019. Hon har sålt över 27 miljoner exemplar av sina böcker och de har översatts till 19 språk i 30 länder. 

## Pris
2016 Nora Roberts Lifetime Achievement Award

### Virgin River
1. När solen går upp (Virgin river) 2014
2. Där livet väntar (Shelter Mountain) 2014
3. Viskningar i vinden (Whispering Rock) 2014
4. När snön faller (A Virgin River Christmas) 2014
5. En plats för lycka (Second Chance Pass) 2015
6. Dagar av längtan (Temptation Ridge) 2015
7. Ljuset bortom bergen (Paradise Valley) 2015
8. Kärlek bland molnen (Under the Christmas Tree)
9. Ett litet mirakel (Forbidden Falls) 2016
10. Dans i månsken (Angel's peak) 2016
11. Våga börja om (Moonlight Road) 2016
12. Drömmar om kärlek (Midnight Confessions)
13. Nystart under skördemånen (Promise Canyon)
14. Hemma med dig (Wild Man Creek)
15. En plats för kärlek (Harvest Moon)
16. Världen stannar upp (Bring Me Home for Christmas)
17. Möten i äppellunden (Hidden Summit)
18. En vinterromans (Redwood Bend)
19. Tillbaka till Virgin River (Sunrise Point)
20. (My Kind of Christmas)
21. (Return to Virgin River)

### Thunder point
1. Hitta hem (eng: The Wanderer) 2017
2. Som ödet vill (eng: The Newcomer) 2017
3. Ett nytt liv (eng: The Hero) 2017
4. Våga chansa (eng: The Chance) 2018
5. Löftet om kärlek (eng: The Promise) 2018
6. Hemvändaren (The Homecoming) 2018
7. Önskningen (eng: One wish) 2018
8. En ny chans (eng: A New Hope) 2019
9. Vilda drömmar (eng: Wildest dreams) 2019

### Grace Valley
1. I skuggan av bergen (eng: Deep in the Valley) 2014
2. Hemligheter och löften (eng: Just Over The Mountain) 2014
3. Vid flodens strand (eng: Down by the River) 2013